# Jazykowo (obwód uljanowski)
Jazykowo (ros. Языково) – osiedle typu miejskiego w Rosji, w obwodzie uljanowskim, w rejonie karsuńskim. W 2010 liczyło 4217 mieszkańców.

## Urodzeni
- Diodor (Isajew) – rosyjski biskup prawosławny.